# The Reincarnation of Benjamin Breeg
The Reincarnation of Benjamin Breeg é o primeiro single do 14º álbum da banda inglesa Iron Maiden, intitulado A Matter of Life and Death.
O single foi lançado em 2 formatos: em cd, com duas canções, ("Reincarnation of Benjamin Breeg e Hallowed Be Thy Name, sendo a última uma versão da Radio one Legends Session) e em vinil de 7 polegadas com 4 canções (The Reincarnation of Benjamin Breeg, Hallowed Be Thy Name, Run to the Hills e The Trooper, sendo as 3 últimas versões da Radio one Legends Session)

## Faixas

### CD
1. "The Reincarnation of Benjamin Breeg" (Dave Murray, Steve Harris) – 7:21
2. "Hallowed Be Thy Name" (Harris) – 7:13

### Vinil
1. "The Reincarnation of Benjamin Breeg" (Murray, Harris) – 7:21
2. "The Trooper" (Harris) – 3:59
3. "Run to the Hills" (Harris) – 3:56

## Créditos
- Bruce Dickinson – Vocal
- Dave Murray – Guitarra
- Janick Gers – Guitarra, Backing vocal
- Adrian Smith – Guitarra, Backing vocal
- Steve Harris – Baixo, Backing vocal
- Nicko McBrain – Bateria